# Phyllostachys arcana
Phyllostachys arcana là một loài thực vật có hoa trong họ Hòa thảo. Loài này được McClure miêu tả khoa học đầu tiên năm 1945.